# Parvisquama fulvafacies
Parvisquama fulvafacies är en tvåvingeart som beskrevs av John Otterbein Snyder 1965. Parvisquama fulvafacies ingår i släktet Parvisquama och familjen husflugor. Inga underarter finns listade i Catalogue of Life.